# Sunparks
Sunparks est la marque d'une entreprise belge spécialisée dans le tourisme qui gère huit parcs de loisirs résidentiels situés en Belgique et dans les pays voisins. Elle appartient depuis 2007 au groupe français Pierre et Vacances, qui possède également Center Parcs.
Par rapport à Center Parcs plutôt destiné à une clientèle de cadres, Sunparks est plus « populaire » et pratique des prix moins élevés.
En 2006, le Groupe Sunparks a accueilli 450 000 clients (1 800 000 nuitées vendues) et a commercialisé ses séjours à 80 % en direct (40 % sur Internet). Les effectifs du Groupe sont de 387 salariés pour un chiffre d'affaires de 39 millions d'euros.

## Parcs
Les quatre premiers parcs de Sunparks sont, dans leur ordre d'ouverture :
- De Haan (Le Coq), ouvert le 1er décembre 1989. D'une superficie de 34 hectares il regroupe 537 bungalows. Ce parc a été rénové et transformé en Center Parcs et rouvert le 1er mai 2020 (pendant le crise Covid
- Kempense Meren, qui se situe à proximité de Mol, ouvert en 1994 sous le nom de "Rauwse Meren" (nom du lac voisin) est le plus grand parc du groupe : 577 bungalows sur 180 hectares
- Oostduinkerke (Ostdunkerque) créé en 1981 sous le nom de "Groendijk". En 1996 le parc adopte son nom actuel
- Le complexe de Vielsalm est le plus récent : ouvert en 1992 c'est le seul qui soit situé en milieu montagneux et francophone. Ce complexe a été rénové et transformé en Center Parcs pendant l'année 2017. Il rouvrira le 22 décembre 2017.

À partir de 2017 l'offre est de 7 parcs :
- en Belgique
  - Sunparks Le Coq sur mer (Center Parcs)
  - Sunparks Oostduinkerke aan zee
  - Sunparks Kempense Meren, en Campine
- aux Pays-Bas
  - Sunparks Zandvoort aan zee, sur la côte hollandaise (Center Parcs)
  - Sunparks Limburgse Peel, dans le Limbourg néerlandais (Center Parcs)
- en Allemagne
  - Sunparks Eifel, dans la région de l'Eifel (Center Parcs)
  - Sunparks Noordseeküste, sur la côte de la Mer du Nord.(Center Parcs)

Ces parcs sont des anciens parcs Center Parcs, qui les a racheté en 2003 à Gran Dorado. Center Parcs les transfèrent à sa société sœur Sunparks (appartenant à Center Parcs et Pierre&Vacances) à partir de 2009. Seuls les Domaines Port Zélande (NL) et Park Hochsauerland (D), également rachetés à Gran Dorado en 2003, restent sous la marque Center Parcs.